# Wat Chai Watthanaram
Wat Chai Watthanaram (język tajski: วัดไชยวัฒนาราม) – ruiny świątyni buddyjskiej zbudowanej w czasie panowania Prasat Thonga w połowie XVII wieku. Świątynia wchodzi w skład parku historycznego Ajutthaja.

## Historia
Świątynia zbudowana przez króla Tajlandii Prasat Tonga na pamiątkę pobytu jego matki w Ajutthaja. Zbudowana w stylu khmerskim, dominującym w tym czasie w tym regionie. Zniszczona podczas przez wojska birmiańskie w 1767 roku służyła później jako źródło materiałow budowlanych aż do utworzenia parku historycznego Ajutthaja.

## Architektura
Centralny prang świątyni o wysokości 35 metrów jest otoczony czteremy mniejszymi prangami. Wszystkie prangi stoją na prostokątnej platformie. Wokół platformy rozmieszczone jest osiem chedi.
Od wschodniej strony, w pobliżu rzeki, znajdowało się pomieszczenie świątyni przepowiedni zwanej Phra Ubosot.